# Songs from the Labyrinth
Songs from the Labyrinth é o oitavo álbum de estúdio de Sting, lançado em 2006.

## Faixas
1. "Walsingham" – 0:38 [instrumental]
2. "Can She Excuse My Wrongs?" – 2:35
3. "Ryght Honorable..." – 0:40 [carta para Sir Robert Cecil]
4. "Flow My Tears (Lachrimae)" – 4:42
5. "Have You Seen the Bright Lily Grow" – 2:35 [letra: Ben Jonson, música: Robert Johnson]
6. "...Then in Time Passing On..." – 0:32 [continuação da carta]
7. "The Battle Galliard" – 3:01
8. "The Lowest Trees Have Tops" [letra de Sir Edward Dyer] – 2:16
9. "... And Accordinge as I Desired Ther Cam a Letter..." – 0:55
10. "Fine Knacks for Ladies" – 1:50
11. "...From Thence I Went to Landgrave of Hessen..." – 0:24
12. "Fantasy" – 2:42
13. "Come, Heavy Sleep" – 3:46
14. "Forlorn Hope Fancy" – 3:08
15. "...And from Thence I Had Great Desire to See Italy..." – 0:28
16. "Come Again" – 2:56
17. "Wilt Thou Unkind Thus Reave Me" – 2:40
18. "...After My Departures I Caled to Mynde..." – 0:30
19. "Weep You No More, Sad Fountains" – 2:38
20. "My Lord Willoughby's Welcome Home" – 1:34
21. "Clear or Cloudy" – 2:47
22. "...Men Say That the Kinge of Spain..." – 1:01
23. "In Darkness Let Me Dwell" – 4:12

## Paradas
| Parada                         | Posições |
| ------------------------------ | -------- |
| Top Classical Albums           | 1        |
| Top Internet Albums            | 25       |
| Estados Unidos - Billboard 200 | 25       |
| Itália - FIMI                  | 7        |